# Amalia av Luxemburg
Amalia Gabriela Maria Teresa, född 15 juni 2014, är en luxemburgsk prinsessa. Hon är dotter till prins Félix av Luxemburg och hans maka prinsessan Claire av Luxemburg. Familjen är bosatt i Frankrike. Prinsessan Amalia har plats nummer fyra i den luxemburgska tronföljden. Hon är äldre syster till prins Liam.

## Dop
Prinsessan Amalia döptes den 12 juli 2014 i kyrkan Chapelle de Saint-Ferréol i Lorgues som ligger i Frankrike. Hennes faddrar var hennes faster prinsessan Alexandra och hennes morbror Felix Lademacher.